# Syenodioryt
Syenodioryt (sjenodioryt) – obojętna skała magmowa o pochodzeniu głębinowym. Skała pośrednia między syenitem a diorytem. Na diagramie klasyfikacyjnym QAPF sjenit pola 8 i 9, czyli odpowiada monzonitowi i monzodiorytowi. Zaliczana do skał jawnokrystalicznych. Najczęściej barwy ciemnoszarej lub czarnej.
W skład syenodiorytu wchodzą skaleń potasowy i plagioklazy (oligoklaz-andezyn), niewielka ilość kwarcu (do 5%), pirokseny (augit, diopsyd, hipersten), amfibole (hornblenda), biotyt, oliwiny, minerały akcesoryczne: apatyt, tlenki żelaza, tytanit, spinel, piryt, cyrkon, allanit i inne.

## Zastosowanie
Używany jest głównie w drogownictwie i budownictwie a także np. do budowy nawierzchni torów żużlowych.